# Doe Sieh
Doe Sieh är en klan i Liberia.   Den ligger i regionen Sinoe County, i den sydöstra delen av landet, 300 km sydost om huvudstaden Monrovia.